# Dải Gaza
Dải Gaza là một dải đất hẹp ven biển dọc theo Địa Trung Hải, ở Trung Đông, về mặt pháp lý không được quốc tế công nhận là một phần của bất kỳ quốc gia có chủ quyền nào. Tên của nó được đặt theo tên thành phố chính Gaza. Đây là một trong những vùng lãnh thổ có mật độ dân số cao nhất trên Trái Đất, với khoảng 1.4 triệu người sống trên khu vực diện tích 360 km². Dải Gaza thuộc quyền tài phán của Chính quyền Palestine, và họ cũng kiểm soát biên giới của Dải Gaza với Ai Cập. Israel kiểm soát không phận và đường bờ biển. Theo lập trường chính thức của Palestine vùng đất này vẫn nằm dưới sự chiếm đóng quân sự, và rằng Israel giữ quyền chiếm giữ quyền lực. Chính phủ Israel không chấp nhận điều đó, đặc biệt sau sự rút quân của Israel năm 2005.

## Bối cảnh
Về mặt địa lý, Dải Gaza là phần cực tây của các lãnh thổ Palestine ở Tây Nam Á, có biên giới trên bộ với Ai Cập ở phía tây nam và Israel ở phía bắc và phía đông. Ở phía tây, nó giáp với Biển Địa Trung Hải.
Các biên giới của Dải Gaza ban đầu được xác định bởi các ranh giới đình chiến giữa Ai Cập và Israel sau Chiến tranh Ả rập-Israel năm 1948, diễn ra sau sự tan rã của nước Palestine ủy trị của Anh. Nó bị Ai Cập chiếm (trừ giai đoạn bốn tháng xâm chiếm của Israel trong cuộc Khủng hoảng Suez) cho tới khi bị người Israel chiếm năm 1967 trong cuộc Chiến tranh sáu ngày. Năm 1993, sau những thỏa thuận hòa bình giữa Palestine-Israel, được gọi là Thỏa thuận Oslo, đa phần Dải Gaza được chuyển nằm dưới quyền kiểm soát giới hạn của Chính quyền Palestine. Tháng 2, 2005 chính phủ Israel biểu quyết áp dụng kế hoạch đơn phương rút quân của Thủ tướng Ariel Sharon khỏi Dải Gaza bắt đầu từ ngày 15 tháng 8 năm 2005. Kế hoạch này yêu cầu dỡ bỏ toàn bộ các khu định cư của người Israel tại đó, và dời toàn bộ người định cư cùng các căn cứ quân sự khỏi Dải Gaza, một tiến trình được hoàn thành vào ngày 12 tháng 12 năm 2005 khi chính quyền Israel chính thức tuyên bố kết thúc giai đoạn cai trị quân sự ở Dải Gaza sau 38 năm kiểm soát. Việc rút quân bị tranh cãi gay gắt bên trong những người theo đường lối chủ nghĩa quốc gia cấp tiến ở Israel, đặc biệt là những người theo xu hướng chủ nghĩa quốc gia tôn giáo, và một số người ủng hộ những xu hướng đó hiện coi Dải Gaza là một phần lãnh thổ Israel bị chiếm đóng. Sau khi rút quân, Israel vẫn giữ quyền kiểm soát lãnh hải và không phận Dải Gaza. Israel đã rút khỏi "Đường Philadelphi" liền sát với biên giới của Dải Gaza với Ai Cập sau một thỏa thuận với nước này nhằm bảo đảm biên giới phía họ. Tương lai tình trạng chính trị của Dải Gaza vẫn còn chưa được quyết định, và được coi là một phần của bất kỳ một nhà nước Palestine nào trong tương lai.

## Nhân khẩu học
- tỷ lệ tử vong trẻ sơ sinh: 21.3 chết/1.000 trẻ  Lưu trữ ngày 20 tháng 2 năm 2006 tại Wayback Machine
- khả năng sinh sản: 4.7 trẻ/phụ nữ  Lưu trữ ngày 20 tháng 2 năm 2006 tại Wayback Machine
- Tỷ lệ tăng trưởng dân số: 2.8%  Lưu trữ ngày 20 tháng 2 năm 2006 tại Wayback Machine:

## Địa lý
Dải Gaza nằm ở Trung Đông (tại 31°25′B 34°20′Đ / 31,417°B 34,333°Đ). Nó có biên giới dài 51 km với Israel, và biên giới dài 11 km với Ai Cập, gần thành phố Rafah. Khan Yunis nằm cách 7 km về phía đông bắc Rafah, và nhiều thị trấn nằm dọc theo bờ biển giữa nó và Thành phố Gaza. Beit Lahia và Beit Hanoun nằm ở phía bắc và đông bắc Thành phố Gaza.
Khối Gush Katif của những khu định cư Israel được dùng làm nơi đi ra gần nhất của Rafah và Khan Yunis, dọc theo bờ phía tây nam dài 40 km của Biển Địa Trung Hải.
Dải Gaza có khí hậu ôn hòa, với mùa đông ấm áp, mùa hè nóng và thường bị hạn hán. Đất đai phẳng hay nhấp nhô, có nhiều cồn cát gần bờ biển. Điểm cao nhất là Abu 'Awdah (Joz Abu 'Auda), ở mức 105 mét trên mực nước biển. Các nguồn tài nguyên thiên nhiên gồm đất đai có thể trồng cấy (khoảng một phần ba diện tích được tưới tiêu), và gần đây đã khám phá ra khí gas tự nhiên. Các vấn đề môi trường gồm sa mạc hóa; mặn hóa nguồn nước ngọt; xử lý nước thải; các bệnh từ nguồn nước; suy thoái đất; và giảm sút cùng ô nhiễm nguồn nước ngầm. Đây được coi là một trong mười lăm vùng đất được gọi là "Cái nôi của Nhân loại."
Hiện nó còn giữ những di tích cổ nhất còn lại của một đám lửa đốt rác do con người tạo ra và một số trong những bộ xương người cổ nhất thế giới.

## Kinh tế
Sản xuất kinh tế của Dải Gaza đã giảm một phần ba từ 1992 đến 1996. Sự sụt giảm này phần lớn vì tham nhũng và quản lý kém của Yasser Arafat và các chính sách phong tỏa của Israel—sự ép buộc đóng cửa biên giới để trả đũa các vụ tấn công khủng bố vào Israel—đã phá vỡ các mối quan hệ thị trường lao động và hàng hóa được lập nên trước đó giữa Israel và Dải Gaza. Hậu quả tồi tệ nhất của sự suy giảm này là tình trạng thất nghiệp gia tăng.
Việc áp dụng biện pháp phong tỏa toàn diện của Israel đã giảm bớt trong những năm gần đây và vào năm 1988, Israel đã đưa ra các biện pháp mới nhằm giảm bớt các hậu quả của việc phong tỏa và các biện pháp an ninh khác đối với việc di chuyển hàng hòa và lao động của Palestine vào Israel. Những thay đổi đó đã khiến cho nền kinh tế Dải Gaza phục hồi đáng kể trong ba năm liền. Sự phục hồi kinh tế này chỉ chấm dứt khi phong trào al-Aqsa Intifada nổ ra vào ba tháng cuối năm 2000. al-Aqsa Intifada khiến cho các lực lượng an ninh Israel (IDF) kiểm soát và phong tỏa chặt chẽ biên giới cũng như thường xuyên hạn chế việc đi lại bên trong những vùng tự trị của người Palestine, gây ảnh hưởng lớn đến di chuyển thương mại và lao động. Năm 2001, và thậm chí còn nghiêm trọng hơn vào đầu năm 2002, sự xáo động quốc tế và những biện pháp quân sự của Israel trong những vùng tự trị của Palestine đã phá hủy các cơ sở kinh tế và hành chính của vùng này, mở rộng việc phong tỏa khiến GDP của Dải Gaza giảm mạnh. Một nhân tố chính khác khiến giảm sút thu nhập của vùng là việc hạn chế số người Palestine được phép vào làm việc tại Israel. Sau khi Israel rút quân khỏi Dải Gaza, một lần nữa họ lại cho phép công nhân Palestine vào Israel làm việc nhưng từ sau khi Hamas lên nắm quyền sau cuộc bầu cử nghị viện năm 2006., Israel đang có ý định giảm bớt và thậm chí là chấm dứt cho phép người Palestine được vào Israel làm việc.
Trong thời gian những người định cư Israel còn ở tại Dải Gaza, họ đã xây dựng những nhà kính và thực nghiệm những biện pháp canh tác mới. Những nhà kính đó cũng là nơi cung cấp hàng trăm việc làm cho người Palestine ở Gaza. Khi Israel rút quân khỏi Dải Gaza vào mùa hè năm 2005, các nhà kính đó được Ngân hàng thế giới mua lại và trao cho người dân Palestine để khôi phục nền kinh tế của họ. Đa số những nhà kính đó hiện được các nông dân Palestine sử dụng, dù đã có những vụ cướp phá xảy ra ở vài nơi.
Theo CIA World Factbook, GDP năm 2001 giảm 35% xuống mức thu nhập trên đầu người còn $625 một năm, và 60% dân số hiện sống dưới mức nghèo khổ. Các ngành công nghiệp tại Dải Gaza nói chung là nhỏ và đều là kiểu sản xuất gia đình với các sản phẩm dệt may, xà phòng, điêu khắc trên gỗ cây ô liu và các đồ thủ công mỹ nghệ làm từ vỏ trai; người Israel đã thành lập một số ngành công nghiệp ở mức độ nhỏ tại một trung tâm công nghiệp. Điện do Israel cung cấp. Các sản phẩm nông nghiệp chính là ô liu, chanh, các loại rau, thịt bò, và các sản phẩm sữa. Xuất khẩu chính là chanh và hoa, trong khi nhập khẩu gồm thực phẩm, các loại hàng tiêu thụ, và các vật liệu xây dựng. Đối tác thương mại chính của Dải Gaza là Israel, Ai Cập, và Bờ Tây.

## Sức khỏe
Một cuộc nghiên cứu do Đại học Johns Hopkins (USA) và Đại học Al-Quds (tại Jerusalem) tiến hành cho CARE International vào cuối năm 2002 cho thấy tỷ lệ thiếu ăn rất cao trong số dân Palestine. Việc nghiên cứu cho biết 17.5% trẻ em 6 tuổi–59 tháng bị suy dinh dưỡng kinh niên. 53% phụ nữ ở tuổi sinh đẻ và 44% trẻ em bị thiếu máu. Hậu quả của việc rút quân Israel từ tháng 8 và tháng 10 2005, hệ thống chăm sóc sức khỏe ở Gaza tiếp tục phải đối mặt với nhiều thách thức. .

## Giao thông và thông tin liên lạc

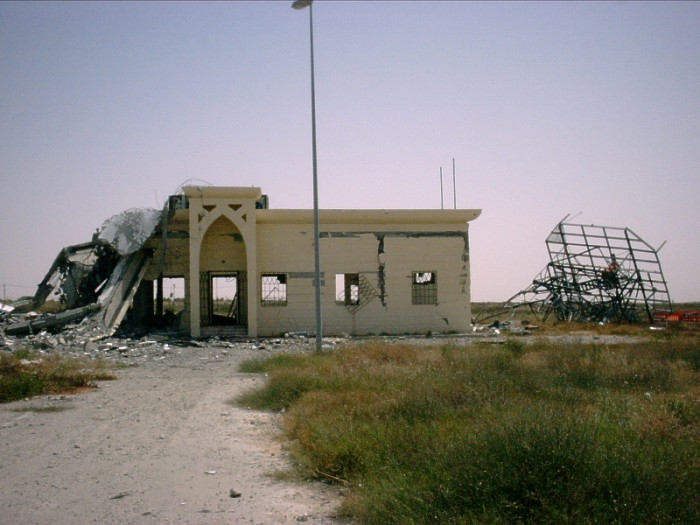
Phần đã bị hư hại của Sân bay quốc tế Yaser Arafat

Dải Gaza có một hệ thống đường sá nhỏ và kém phát triển. Nó cũng có một đường sắt đơn theo khoảng cách tiêu chuẩn chạy dọc toàn bộ chiều dài từ phía bắc đến phía nam; tuy nhiên, nó đã bị bỏ hoang và không được sửa chữa, và chỉ ít phần tuyến đường còn sót lại. Tuyến đường này từng được nối với hệ thống đường sắt Ai Cập ở phía nam và hệ thống đường sắt Israel ở phía bắc.
Vì sự bùng nổ của phong trào Al-Aqsa Intifada, cảng duy nhất của Dải Gaza đã không bao giờ được hoàn thành. Sân bay của Dải Gaza, Sân bay quốc tế Gaza, đã mở cửa vào ngày 24 tháng 11 1998 như một phần trong những điều kiện của thỏa thuận Oslo II và Bản ghi nhớ sông Wye ngày 23 tháng 10 1998. Sân bay đã bị đóng cửa vào tháng 10 năm 2000 theo lệnh của Israel, và đường băng của nó đã bị Các lực lượng phòng vệ Israel phá hủy vào tháng 12 năm 2001. Từ đó nó được đổi tên thành Sân bay quốc tế Yaser Arafat.
Dải Gaza có một hệ thống dịch vụ viễn thông yếu kém dùng dây dẫn trần cũng như các dịch vụ điện thoại di động do PalTel (Jawwal) hay các nhà cung cấp dịch vụ của Israel như Cellcom điều hành. Tại Dải Gaza có bốn nhà cung cấp dịch vụ internet hiện đang cạnh tranh nhau về các dịch vụ dial-up và ADSL. Đa số các gia đình tại Dải Gaza đều có một TV (70%+), và khoảng 20% có một máy tính cá nhân. Người dân sống tại Dải Gaza có thể sử dụng dịch vụ vô tuyến vệ tinh (Al-Jazeera, và các chương trình giải trí của Liban và Ai Cập vân vân), các kênh tư nhân địa phương và các chương trình TV của Công ty truyền hình Palestine, Cơ quan truyền hình Israel và Cơ quan truyền hình số hai Israel.